# Malachi Austin
Malachi Austin (* 17. Februar 2007) ist ein guyanischer Leichtathlet, der sich auf den Sprint spezialisiert hat.

## Sportliche Laufbahn
Erste internationale Erfahrungen sammelte Malachi Austin bei den CARIFTA Games 2023 in Nassau, bei denen er in 49,55 s den fünften Platz im 400-Meter-Lauf in der U17-Altersklasse belegte und über 200 Meter mit 22,33 s im Vorlauf ausschied. Anschließend gewann er bei den Commonwealth Youth Games in Port-of-Spain in 47,97 s die Silbermedaille über 400 Meter und schied im 200-Meter-Lauf mit 21,99 s im Halbfinale aus. Zudem siegte er in 3:22,07 min mit der Mixed-Staffel über 4-mal 400 Meter. Im Jahr darauf belegte er bei den CARIFTA Games in St. George’s in 21,56 s den siebten Platz über 200 Meter in der U20-Altersklasse und siegte in 46,35 s über 400 Meter. Zudem siegte er in 3:23,51 min auch in der Mixed-Staffel und sicherte sich mit der Männerstaffel über 4-mal 400 Meter in 3:14,05 min die Bronzemedaille. Anschließend startete er in beiden Staffelbewerben bei den World Athletics Relays auf den Bahamas und verpasste dort jeweils eine Direktqualifikation für die Olympischen Spiele in Paris. Im Juli siegte er in 47,21 s bei den U20-Südamerikameisterschaften in Lima und im August schied er bei den U20-Weltmeisterschaften ebendort im Semifinale aus und mit der Männerstaffel verpasste er mit 3:11,38 min den Finaleinzug. Bei den CARIFTA Games 2025 in Port of Spain gewann er in 46,54 s die Silbermedaille über 400 Meter in der U20-Altersklasse. 
2024 wurde Austin guyanischer Meister im 400-Meter-Lauf.

## Persönliche Bestleistungen
- 200 Meter: 21,55 s (+1,2 m/s), 16. Juni 2024 in Leonora
- 400 Meter: 46,35 s, 30. März 2024 in St. George’s